# 霍布內爾峰
78°32′S 161°53′E / 78.533°S 161.883°E
霍布內爾峰（英語：Hobnail Peak），是南極洲的山峰，位於維多利亞地的希拉里海岸，處於斯凱爾頓冰川東岸，在1957年由新西蘭探險隊發現，現時由南極條約體系管理。